# Amir Bell
Amir Bell (East Brunswick, Nueva Jersey, 21 de mayo de 1996) es un baloncestista estadounidense que pertenece a la plantilla del Brose Bamberg de la Basketball Bundesliga. Con 1,93 metros de estatura, juega en la posición de base. 

## Trayectoria deportiva

### Universidad
Jugó durante cuatro temporadas con los Tigers de la Universidad de Princeton, en las que promedió 8,8 puntos, 3,3 rebotes y 2,7 asistencias por partido. En su último año fue elegido mejor jugador defensivo de la Ivy League.

### Profesional
Tras no ser elegido en el Draft de la NBA de 2018, el 6 de julio firmó su primero contrato profesional con el Fortitudo Agrigento de la Serie A2, el segundo nivel del baloncesto italiano.
En verano de 2020, firma con el Hapoel Be'er Sheva B.C. de la Ligat Winner, para disputar la temporada 2020-21.
El 22 de junio de 2022 fichó por el equipo alemán del Brose Bamberg de la Basketball Bundesliga.